# Hygrochroa olaus
Hygrochroa olaus är en fjärilsart som beskrevs av William Schaus 1924. Hygrochroa olaus ingår i släktet Hygrochroa och familjen silkesspinnare. Inga underarter finns listade i Catalogue of Life.